# Neferite II
Neferite II (... – 380 a.C.) è stato un faraone della XXIX dinastia egizia.

## Biografia
Viene citato nella Cronaca demotica come Nefaarud, mentre il nome col quale è comunemente noto ci è stato tramandato da Sesto Africano.
Neferite II salì al trono alla morte del padre Hakor, nel 380 a.C., quando già da alcuni anni il principe di Sebennito, Nectanebo, fomentava rivolte e disordini nel paese con l'obiettivo di prendere il potere. A tale proposito, sembra probabile che durante gli appena quattro mesi di regno di Neferite il potere regale fosse de facto già esercitato da Nectanebo.
Nel tentativo di riaffermare il suo diritto al trono Neferite II si attribuì il titolo di weham mesut ("ripetitore delle nascite"), ossia fondatore di una nuova era; in precedenza tale titolo era stato adottato solamente da pochissimi personaggi, assai più illustri: Amenemhat I (XII dinastia), Seti I (XIX dinastia) e Herihor.
Gli sforzi di Neferite II furono vani: Nectanebo lo detronizzò - e presumibilmente uccise - per poi fondare la XXX dinastia.